# 김만수 (1964년)
김만수(金晩洙, 1964년 9월 20일 ~ )는 대한민국의 정치인이다. 
참여정부에서 청와대 대변인과 춘추관 관장을 역임했으며, 경기도 부천시장을 역임했다. 종교는 천주교이다.

## 생애
충청북도 충주에서 태어났다. 제2·3대 부천시의원을 지냈으며, 원혜영 국회의원 보좌관을 역임했다. 2004년 17대 총선에서 김문수 후보의 역전으로 낙선하였다. 이후 노무현 대통령 재임 시절에 청와대 대변인과 춘추관 관장으로 봉직하였다.
제5회 전국동시지방선거에서 민주당소속으로 부천시장 범야권단일후보로 출마하여 당선되었다. 이어 제6회 전국동시지방선거에 새정치민주연합 후보로 출마, 재선에 성공하였다.
2018년 지방선거에서는 불출마를 선언했다. 2020년 총선을 앞두고 부천시 정 선거구의 더불어민주당 예비후보로 등록했다. 하지만 경선에서 서영석에게 패배했다.

## 학력
- 서울응암국민학교 졸업
- 숭실중학교 졸업
- 충암고등학교 졸업
- 연세대학교 사회학과 학사

## 저서
- 김만수 (2013). 《소통으로 답을찾다?!》. 유로서적. ISBN 978-8991324534.
- 김만수 (2014). 《미래부천리포트》. 유로서적. ISBN 978-8991324572.

## 수상
- 2014년 세계자유민주연맹 국제자유장(國際自由章)

## 역대 선거 결과
|  | 50.46% |

|  | 67.76% |

|  | 39.97% |

|  | 30.3% |

|  | 36.17% |

|  | 59.17% |

|  | 54.68% |